# Rhythm of the Saddle
Rhythm of the Saddle è un film del 1938 diretto da George Sherman e interpretato da Gene Autry, Smiley Burnette e Pert Kelton.

## Trama
Maureen McClune, proprietaria del ranch Silver Shadow, organizza ogni anno il rodeo della Frontier Week, contando sul successo finanziario dell'evento per sostenere il ranch. Il principale rivale di Maureen è Jack Pomeroy, proprietario di un ranch rivale, di una discoteca locale e di una casa da gioco. A seguito di una serie di "incidenti" apparentemente causati da negligenza durante il rodeo, il caposquadra di Maureen, Gene Autry, si propone di dimostrare che Pomeroy è responsabile. La zia di Maureen, Hattie, vince dei soldi al tavolo della roulette nel club di Pomeroy, grazie alla disattivazione dei meccanismi truccati da parte di Gene. Tornando a casa, subiscono un'imboscata da parte degli uomini di Pomeroy. Più tardi, Gene irrompe nell'ufficio di Pomeroy per ottenere ulteriori prove della sua colpevolezza.
L'ultimo giorno del rodeo della Frontier Week, Gene gareggia contro uno degli uomini di Pomeroy nell'evento finale, una corsa in diligenza. Zia Hattie scommette tutto ciò che ha su Gene, sperando di salvare il ranch. Quando Gene scopre che il suo amico, Frog Milhouse sta registrando una proposta di matrimonio a Hattie, si rende conto che il registratore di Frog potrebbe intrappolare Pomeroy. Ordina a Frog di posizionare il dispositivo sotto i sedili di Pomeroy al rodeo poco prima dell'inizio della gara.
Pomeroy convince lo sceriffo che Gene ha commesso un omicidio, ma Gene riesce a scappare. Con l'aiuto di Frog, Gene riesce ad arrivare alla gara in tempo. Mentre Gene cavalca furiosamente, quasi rischiando la vita, Frog registra Pomeroy e i suoi uomini mentre discutono degli "incidenti" che hanno creato durante il rodeo. Gene finisce per vincere la gara, Hattie vince la sua scommessa e Pomeroy e i suoi scagnozzi vengono arrestati. Con le preoccupazioni finanziarie alle spalle, Gene e Maureen sono liberi di sposarsi, così come Frog e Hattie.

## Produzione

### Acrobazie
- Ken Cooper (il doppio di Gene)
- Jack Kirk (sosia di Smiley)
- Bill Yrigoyen
- Joe Yrigoyen

### Luoghi delle riprese
- Corriganville Movie Ranch, Simi Valley, California, Stati Uniti
- Iverson Ranch, 1 Iverson Lane, Chatsworth, Los Angeles, California, Stati Uniti

### Colonna sonora
- "Merry Go Roundup" (Gene Autry, Johnny Marvin, Fred Rose) di Gene Autry (voce e chitarra)
- "She'll Be Comin' Round the Mountain" (tradizionale) di Smiley Burnette (voce a cappella)
- "Oh! Ladies" (Gene Autry, Johnny Marvin, Fred Rose) di Gene Autry (voce) e Smiley Burnette (voce e chitarra)
- "When Mother Nature Sings Her Lullaby" (Larry Yoell, Glenn Brown) di Gene Autry (voce e chitarra) e l'orchestra di sole ragazze del nightclub
- "The Old Trail" (Gene Autry, Johnny Marvin, Fred Rose) di Gene Autry e Smiley Burnette con i musicisti cowhand
- "Let Me Call You Sweetheart" (Leo Friedman, Beth Slater Whitson) di Gene Autry e Smiley Burnette con sottofondo orchestrale